# Lucius D. Clay Kaserne
La Lucius D. Clay Kaserne (in precedenza Wiesbaden Army Airfield o WAAF) (IATA: WIE, ICAO: ETOU) è un complesso militare USA sito a sudest della città di Wiesbaden (Assia, Germania). Fu scelta come uno dei comandi principali dello United States Army Europe dopo la chiusura di Heidelberg, Germany, United States Army in Europe (USAREUR), il 28 settembre 1945, in massima parte per la sua vicinanza con Francoforte sul Meno, dove si trovava il comando dello U.S. Seventh Army.

## Unità
Attualmente ospita:
- Il comando principale di US Army Europe,
- 66th Military Intelligence Brigade,[1]
- 5th Signal Command,[2]
- 1st Battalion, 214th Aviation Regiment con i loro C-12U[3] ed UC-35A1.[4]

## Storia
Il terreno su cui sorge attualmente il campo d'aviazione era in origine la pista per le corse di cavalli di Wiesbaden costruita nel 1910. Nel 1929 fu convertito in campo di aviazione e nel 1936 fu attribuito alla Luftwaffe. Vi stazionava lo Jagdgeschwader 50, un gruppo caccia su Messerschmitt Bf 109. Il 17 agosto 1943 il reparto intercettò i bombardieri americani partecipanti all'infausto attacco di Ratisbona che aveva per obiettivo le fabbriche Messerschmitt di Ratisbona e gli impianti di cuscinetti a sfera di Schweinfurt. Alfred Grislawski, asso dell'aviazione germanico, fu tra i protagonisti della missione.
Il campo di aviazione fu catturato quando la 80th Infantry Division americana prese Wiesbaden, 28 marzo 1945. In seguito la U.S. Army Air Force attribuì alla base la denominazione temporanea Y-80 e la usò per le sue operazioni. Le unità USAAF/USAFE assegnate a Wiesbaden AB o a Lindsey Air Station comprendevano:
- 363d Reconnaissance Group maggio – agosto 1945
- 51st Troop Carrier Group settembre 1945 – agosto 1948
- 317th Troop Carrier Group 30 settembre – 15 dicembre 1948
- 7150th Air Force Composite Wing 15 dicembre 1948– 1 ottobre 1949
- 60th Troop Carrier Wing 1 ottobre 1949 – 2 giugno 1951
- 18th Weather Squadron Headquarters 1949 – 1957
- 7110th Support Wing 2 giugno 1951 – 1 dicembre 1957
- 7030th Support Wing 1 dicembre 1957 – 15 novembre 1959
- 7100th Support Wing 15 novembre 1959 – 15 aprile 1985
- 7100th Air Base Group 15 aprile 1985 – 1 giugno 1993
- 1602d Air Transport Wing, 1 giugno 1948-30 maggio 1964 (Military Air Transport Service)

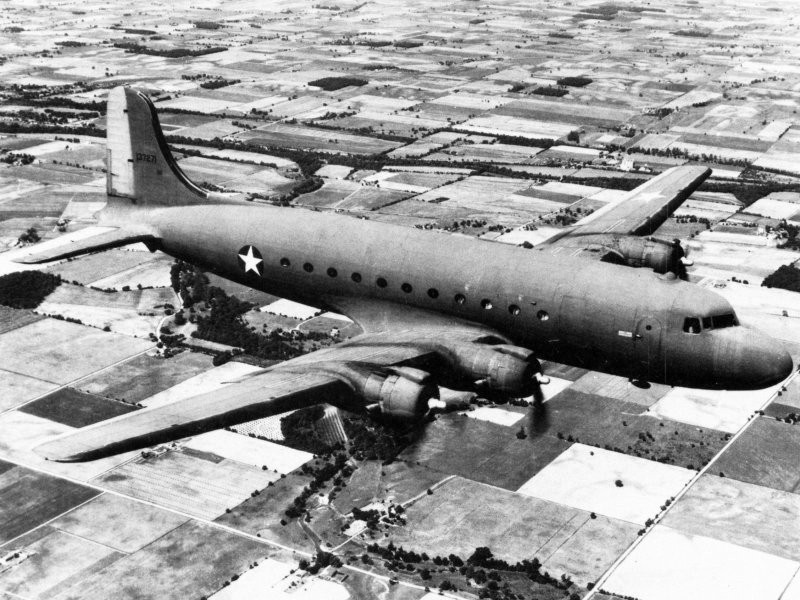
C-54 Skymaster

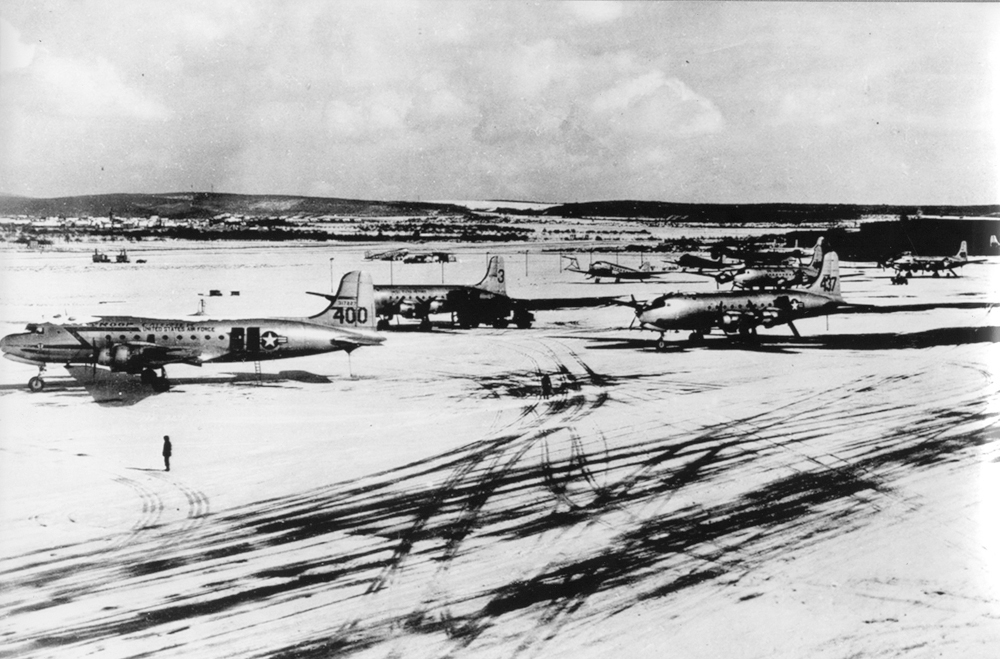
Alcuni C-54 si stagliano sulla neve nella Wiesbaden Air Base durante il blocco di Berlino nell'inverno 1948–49

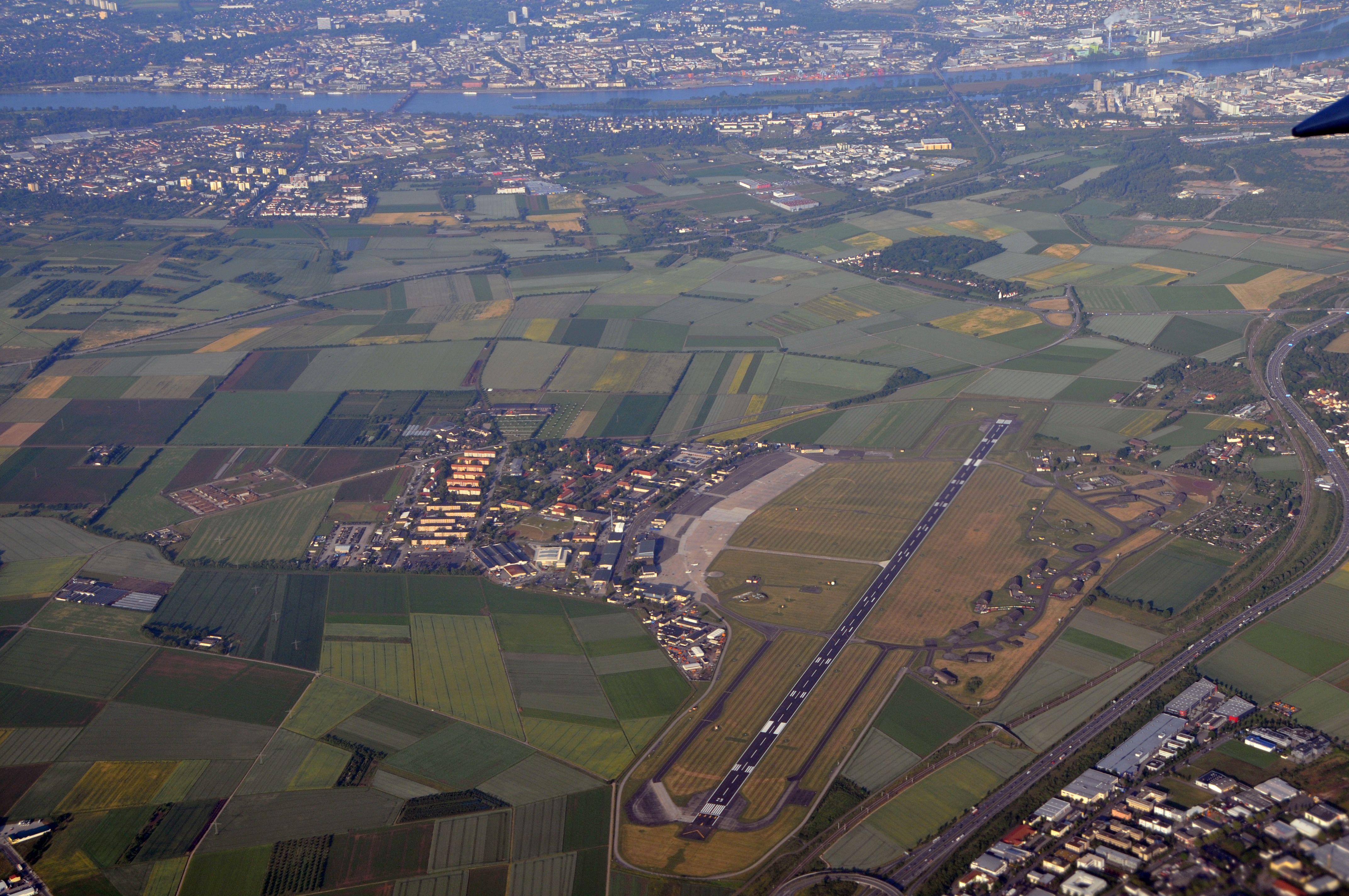
Vista a volo d'uccello

A partire dal settembre 1945 lo European Air Transport Service diede vita ad un servizio di trasporto giornaliero, passeggeri e cargo, da Wiesbaden verso Londra, Monaco, Brema, Vienna e Berlino. Gli aerei di EATS eseguivano voli settimanali a Varsavia (Polonia). Da Vienna raggiungevano Bucarest, Belgrado, Sofia e Budapest.
Nell'area mediterranea i voli EATS collegavano Udine, Pisa, Roma e Napoli.
In origine EATS era composto di squadroni di trasporto truppe rimasti dopo la guerra, piloti di alianti e caccia, equipaggi di B-17 ed altro personale disponibile.
In aggiunta ai voli regolari con l'esercito di occupazione, lo EATS compieva anche voli speciali per trasportare autorità diplomatiche, evacuare malati o feriti, svolgere voli umanitari, assistere i Mortuary Affairs nel rimpatriare le salme dei caduti americani, e trasportare rapidamente le provviste dove servivano.
Nel 1948 la struttura funse da hub nel Ponte aereo per Berlino, con voli 24 ore su 24 da Wiesbaden all'aeroporto di Tempelhof. Gli avieri di Wiesbaden si distinsero per il loro contributo alla "operazione Vittles" (soprannome del ponte aereo berlinese). I C-47 e i C-54 "Skymaster" del 60th Troop Carrier Group eseguirono missioni giornaliere da Wiesbaden a Tempelhof nella Berlino assediata. In una singola giornata di operazioni venivano aviotrasportate da Wiesbaden più di 80 tonnellate di cibo e altre provviste. Le strade di Wiesbaden Air Base furono intitolate agli aviatori che avevano perso la vita durante il ponte aereo per Berlino.
Il 4 luglio 1956 un U-2A di base a Wiesbaden volò su Mosca e Leningrado nel quadro dell'operazione Overflight, una serie di missioni di spionaggio sulle basi militari sovietiche. Era il primo volo di un U-2 sopra l'URSS. Era condotto dal pilota USAF Hervey Stockman; il velivolo ora si trova al National Air and Space Museum di Washington, D.C.
Nel 1973 il comando principale di USAFE fu trasferito a Ramstein Air Base, vicino a Kaiserslautern. L'aviazione nel 1975 spostò molto personale da Wiesbaden, nel quadro dell'operazione Creek Swap, per la quale la maggior parte delle strutture dell'esercito USA a Kaiserslautern furono cedute all'USAF, in cambio di altre strutture che essa occupava a Wiesbaden. La 4th Brigade, 4th Infantry Division, fu dislocata a Wiesbaden nel 1976 nell'ambito della "Brigade 76" finché non fu sostituita dal 3rd Corps Support Command e la 12th Aviation Brigade a metà degli anni 1980.
Sul piano strategico, a metà degli anni 1980 la base facilitava i voli dello F-117 "Stealth Fighter". Sebbene non ufficialmente riconosciuto dall'USAF fino al 1988, l'F-117 divenne operativo nel 1983. La base aerea di Wiesbaden doveva andare "in oscuramento", spegnendo tutte le luci interne ed esterne, nelle fasi di decollo o atterraggio di voli "stealth".
Dal 1975 al 1993 Wiesbaden fu una comunità congiunta esercito/aeronautica con un'eccellente reputazione in ambito militare esaltata dai forti legami tra queste organizzazioni. Nel 1993 Wiesbaden Air Base fu rinominata ufficialmente Wiesbaden Army Air Field.
Fino all'estate del 2011 Wiesbaden AAF ospitò il comando principale della 1st Armored Division e di alcune unità dipendenti. Benché le forze americane si stiano ritirando dall'Europa, gli attuali piani prevedono che Wiesbaden rimanga uno dei sei hub geografici per le forze USA in Europa. Dopo la chiusura delle strutture di Francoforte, la sede principale di American Forces Network (AFN) è stata trasferita a Mannheim. AFN ha aperto un piccolo studio regionale, AFN Hessen, presso Wiesbaden AAF per servire le truppe americane a Wiesbaden e dintorni.

## Lindsey Air Station
Lindsey Air Station, un'installazione nella parte di Wiesbaden opposta a quella della base aerea, fu istituita come installazione dell'Army Air Force il 13 novembre 1946, dopo essere stata in precedenza una struttura dell'esercito tedesco chiamata Gersdorff Kaserne. Lindsay raggiunse l'apice della sua importanza tra il dicembre 1953 e il 14 marzo 1973, quando era la sede del comando principale USAFE.
Dopo il trasferimento di Wiesbaden Air Base all'esercito nel 1976, Lindsay AS diede supporto a varie unità di aviazione nella zona di Wiesbaden, finché nel 1993 fu restituita alla Repubblica Federale Tedesca e ribattezzata Europaviertel ("quartiere europeo"). Gli edifici già appartenuti a Lindsay ora ospitano certi uffici del servizio federale tedesco di investigazione Bundeskriminalamt (BKA), la polizia di stato dell'Assia, nuovi alloggi privati e una università popolare. Le strutture sportive oggi ospitano i Wiesbaden Phantoms (squadra di football americano).

## Futuro
La Clay Kaserne è il nuovo comando principale dell'esercito USA in Europa. I comandi di Heidelberg e di Mannheim sono stati trasferiti a Wiesbaden. In conseguenza a tale decisione la Clay Kaserne si sta arricchendo di molti nuovi progetti di nuovi edifici e ammodernamenti a partire dal 2009.

## Nuova denominazione
Il 14 giugno 2012 il Wiesbaden Army Airfield è stato ribattezzato "Lucius D. Clay Kaserne" in onore del generale Lucius Clay. Clay era stato governatore della zona militare statunitense di occupazione della Germania e l'architetto di quella ricostruzione postbellica tedesca che portò al Piano Marshall. Clay istituì l'operazione Vittles con partenza dal Wiesbaden Army Airport nel 1948, e non desistette prima che i sovietici avessero rinunciato al blocco di Berlino.
Prima di questa ridenominazione, si chiamava "Lucius D. Clay Caserme" una struttura dello U.S. Army nell'allora Germania Ovest, presso la comunità di Garlstedt, ad Osterholz-Scharmbeck. L'installazione già chiamata Clay Kaserne era stata sede della 2nd Armored Division ed ora ospita la scuola logistica della Bundeswehr.